# 大名府

直隷省の大名府の位置（1820年）

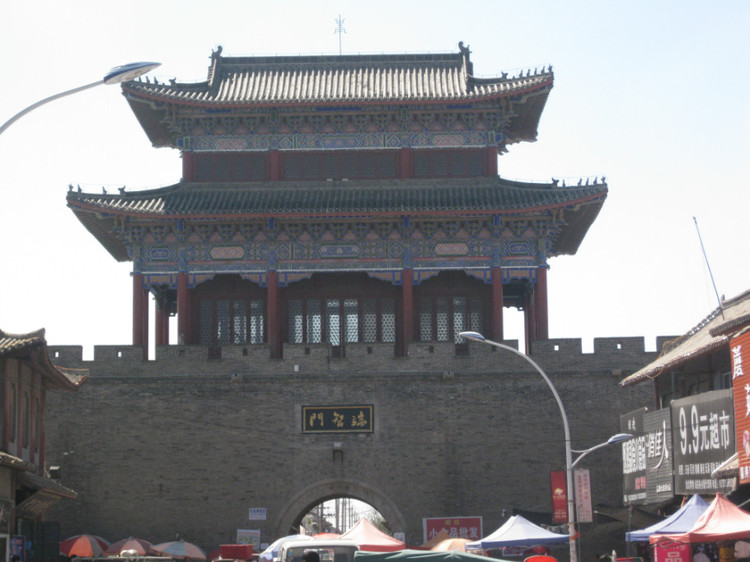
大明古城の北門、端直門

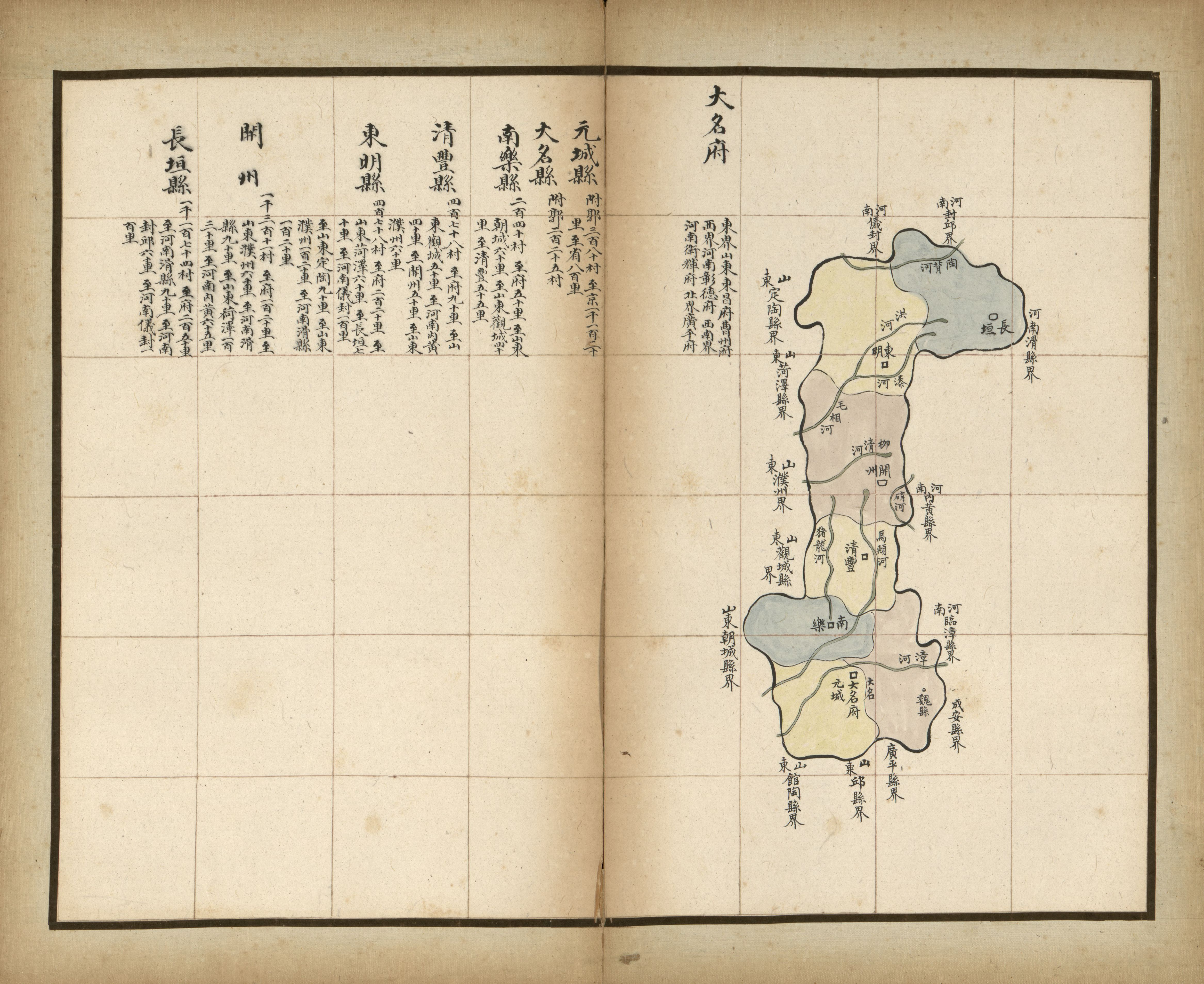
大名府

大名府（だいめいふ）は、中国にかつて存在した府。五代十国時代から民国初年にかけて、現在の河北省・河南省・山東省にまたがる地域に設置された。

## 概要
唐の魏州を前身とする。923年（同光元年）、五代の後唐により魏州は東京興唐府と改められた。937年（天福2年）、後晋により興唐府は広晋府と改称された。948年（乾祐元年）、後漢により広晋府は大名府と改称された。
1042年（慶暦2年）、北宋により大名府に北京が置かれた。北京大名府は河北東路に属し、元城・大名・内黄・成安・魏・館陶・宗城・冠氏・臨清・夏津・清平・莘の12県を管轄した。
1128年（天会6年）、金の宗輔が大名府を攻め落とした。大名府は大名府路に属し、元城・大名・魏・南楽・館陶・冠氏・夏津・清平・朝城・莘の10県と安定・安賢・南楽・館陶・普通・清水・博寧・桑橋・孫生・清平・韓張・馬橋の13鎮を管轄した。
1217年、モンゴル帝国が大名府を攻め落とした。大名府は大名路総管府と改称された。元のとき、大名路は中書省に属し、録事司と元城・大名・魏・南楽・清河の5県と開州に属する濮陽・清豊・長垣・東明の4県と滑州に属する白馬・内黄の2県と濬州、合わせて1司5県3州州領6県を管轄した。
1368年（洪武元年）、明により大名路は大名府と改められた。大名府は北直隷に属し、直属の元城・大名・魏・南楽・清豊・滑・内黄・濬の8県と開州に属する長垣・東明の2県、合わせて1州10県を管轄した。
清のとき、大名府は直隷省に属し、元城・大名・南楽・清豊・長垣・東明・開州の1州6県を管轄した。
1913年、中華民国により大名府は廃止された。
北宋の時代に陪都として栄えた大名府の宮城や城郭都市は、陪都でなくなると衰退の道をたどり、明代には大洪水で放棄され、市街地は現代の邯鄲市大名県の県城に移った。北宋時代の大名府の遺跡（大名府故城）は大名県大街郷に残っており、2006年に中国国務院によって全国重点文物保護単位に指定された。